# 佐山展生
佐山 展生（さやま のぶお、1953年12月3日 - ）は、日本の経営者、経営学者。専門はM&A、バイアウト、事業再生、企業倒産等。インテグラル株式会社パートナー。京都大学経営管理大学院特命教授。
元一橋大学大学院経営管理研究科教授、元京都大学経営管理大学院客員教授、元京都大学総合生存学館（思修館）特任教授、元関西大学経済学部客員教授、インテグラル株式会社創業者・パートナー。

## 人物・経歴
京都市上京区出身。帝人在職中、必ずしも業績を上げたからといって社長になる訳ではないことに気づき、転職を考えて30歳から旧司法試験の勉強を始める。その後、帝人を退職。ポリエステル重合畑から転じて三井銀行（現三井住友銀行）に入行しM&Aを担当。98年に独立系投資ファンドのユニゾン・キャピタル共同設立、代表取締役パートナーに就任、一橋大学大学院国際企業戦略研究科教授、04年渡辺章博とGCAを共同設立、07年山本礼二郎とインテグラルを共同設立、15年スカイマーク代表取締役会長。睡眠時間3、4時間のこともあり多くの兼職を行う。現在、インテグラル株式会社パートナー、京都大学経営管理大学院特命教授。

## 経歴
- 1966年3月 ノートルダム学院小学校卒業[3]
- 1969年3月 洛星中学校卒業[8]
- 1972年3月 洛星高等学校卒業[3]
- 1976年3月 京都大学工学部高分子化学科卒業（西島安則研究室）。卒業後、帝人に入社[3]
- 1987年7月 三井銀行入社[3]
- 1994年9月 ニューヨーク大学大学院ビジネススクール (STERN) 夜間2年間で修了（MBA修得：ファイナンス専攻）[3]
- 1999年3月 東京工業大学大学院社会理工学研究科博士後期課程修了　博士（学術）　経営工学専攻（古川浩一、蜂谷豊彦研究室）[3]
  - 東京工業大学大学院社会理工学研究科 非常勤講師
  - 1月　ユニゾン・キャピタル株式会社代表取締役[3]
- 2001年 東洋大学大学院経営学研究科 客員教授
- 2004年4月
  - 一橋大学大学院国際企業戦略研究科助教授[3]
  - GCAホールディングス株式会社代表取締役[3]
- 2005年
  - 4月 一橋大学大学院国際企業戦略研究科 教授[3]
  - 10月 株式会社メザニン代表取締役[9]
- 2007年9月 インテグラル株式会社取締役パートナー[9]
- 2008年3月
  - GCAサヴィアングループ株式会社取締役
  - インテグラル株式会社代表取締役パートナー[3]
- 2010年 京都大学経営管理大学院客員教授[3]
- 2015年1月 スカイマーク支援を申し出て[10]。民事再生の申立て。9月 スカイマークに出資し代表取締役会長、19年11月取締役会長（取締役会・株主総会議長）[3]
- 2018年4月 一橋大学大学院経営管理研究科客員教授
- 2019年4月京都大学総合生存学館（思修館）特任教授
- 2021年4月インテグラル株式会社取締役パートナー[9]
- 2024年3月インテグラル株式会社パートナー
- 2024年4月京都大学経営管理大学院特命教授（現任）

## 人物
- 中学高校時代は野球部員で、野球漬けだった。高3の夏の京都府予選では、3回戦で当時優勝候補断トツ筆頭だった大谷高校に2対0で勝利、3連戦の準々決勝の対花園高校戦では、8対7で逆転サヨナラ負け。この試合の三塁手は、現京都府知事の西脇隆俊（当時1年生）。
- 京都の洛星高校より京都大学工学部高分子化学科へ。硬式野球部に所属、1年の春から出場し、石原喜一監督から「ノーサインで走てもいい」との言葉に感激。卒業後入社した帝人では松山にて「ポリエステル」の開発に携わる。
- 新聞で三井銀行の中途採用募集を目にし応募し面接を受け「初めて聞いたM&Aに興味を持ち、また、まったくブラックボックスだった銀行の中に入ってみたい」という興味から入社。三井銀行では東京とニューヨークでM＆A業務に携わる。97年の日本債券信用銀行（現あおぞら銀行）の子会社であるクラウン・リーシングの破産では、破産管財人の三宅省三弁護士からアドバイザーに起用され、日本で初めての破産のM&A、入札、さらに不良債権のバルクセールを実行した。
- 同行退社後、1998年ユニゾン・キャピタル共同設立、99年代表取締役パートナー、380億円の1号ファンドで東ハトのプレパッケージ民事再生などを手掛ける。2004年4月GCA共同設立、代表取締役、2007年インテグラル共同設立、2008年代表取締役パートナー。
- 2006年阪急・阪神合併における阪急側の交渉役として知られるが、他に2005年のワールドの非上場化 (MBO)など多数のM&Aアドバイザーを務めた。2006年頃には村上ファンドのターゲットとなった企業の多くで村上世彰との交渉役を引き受けていた。
- 2015年1月28日、スカイマークのプレパッケージ型民事再生を東京地裁に申請。同年9月29日、インテグラル50.1%、ANA16.5%、UDS（政策投資銀行、三井住友銀行）33.4%で180億円出資し再出発するとともに、代表取締役会長に就任。最下位争いをしていた定時運航率を日本一目指そうと打ち上げ、社員一丸となって取り組み、2017年度から連続して日本一を達成するに至った。定時満足度のみならず、新幹線と航空会社の中で顧客満足度まで見事に日本一にもっていったスカイマークの社員を尊敬するとともに心から愛していると公言している。
- 2023年9月20日にインテグラルが東証グロース市場に上場するも、2024年5月に立ち上がった2500億円のインテグラルの5号ファンドに参加すると10年間他のことができなくなることから、1年前から不参加の意思表示をし、上場時に筆頭から2位の株主になるよう一部株式を売却し、2024年3月の定時株主総会で取締役を退任した。

## 編著
- 「リーダーの危機突破力」（日本経済新聞出版社）2011年7月出版
- 「社長の値打ち」（日本経済新聞出版社）2010年4月出版
- 「社長の器」（日本経済新聞出版社）2008年11月出版

## 共著
- 「生涯現役論」（新潮新書）2017年5月出版
- 「バイアウト」（日本経済新聞出版社）2010年6月出版
- 「企業防衛法務と戦略-敵対的買収に備えて」（民事法研究会出版）2005年6月出版
- 「再生・再編事例集3」（商事法務）2004年3月出版
- 「プレパッケージ型事業再生」（商事法務）2004年1月出版
- 「企業再生のための法的整理の実務：新会社更生法を中心として」（きんざい）2004年1月出版
- 「経営学検定試験テキスト：現代経営の課題」（中央経済社）2004年1月出版
- 「事業再生の担い手と手法」（商事法務）2004年3月出版
- 「経営財務情報の経済分析」（中央経済社）1999年11月出版
- 「日本的M&A実践講座」（講談社）1990年3月出版